# Apple CarPlay

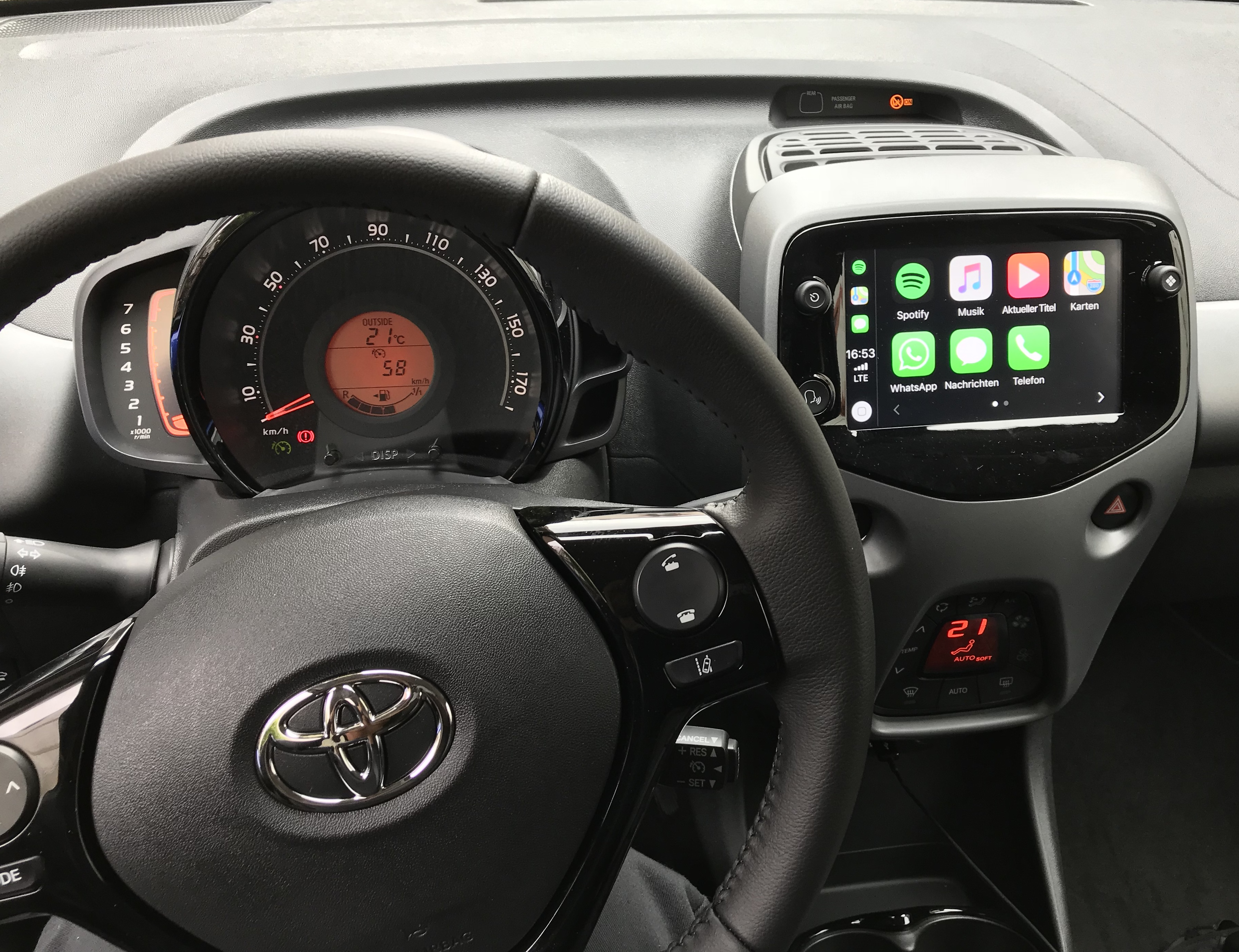
Toyota Aygo 2018 z zainstalowanym Apple CarPlay

Apple CarPlay – aplikacja mobilna stworzona przez firmę Apple, umożliwia integrację iPhone’a z systemem multimedialnym samochodu oraz korzystanie z Siri do wykonywania połączeń telefonicznych, wysyłania i odbierania wiadomości oraz otrzymywania wskazówek nawigacyjnych. Apple CarPlay daje również dostęp do takich aplikacji jak Apple Music, Apple Maps, Podcasts i Audiobooks, Audible, Google Maps, YouTube Music, NPR One, WhatsApp, ChargePoint, PlugShare, a także Waze czy Spotify.
Obsługa odbywa się za pośrednictwem systemu obsługi samochodu lub wygodnie za pomocą poleceń głosowych przez Apple Siri. Wystarczy powiedzieć „Hej, Siri” lub nacisnąć przycisk sterowania głosowego na kierownicy, aby aktywować asystenta głosowego na smartfonie.
Apple CarPlay do działania wymaga smartfona iPhone 5 lub nowszego.